# نصب يوسف كوبزون
نصب يوسف كوبزون التذكاري (بالروسية: Памятник Иосифу Кобзону) هو نصب تذكاري مُخصّص للمغني الروسي يوسف كوبزون (1937 - 2018).
تم تثبيته بتاريخ 30 أغسطس 2003 في دونيتسك في الساحة بالقرب من قصر الشباب. تم افتتاح النصب التذكاري في الذكرى السادسة والستين لميلاد فنان الشعب في الاتحاد السوفيتي يوسف كوبزون، الذي ولد في بلدة تشاسيف يار، في منطقة دونباس، وحضر الحفل.
كان كوبزون في البداية يعارض تركيب نصب تذكاري له، ولكن بعد إقناع مجتمع دونباس في موسكو، وافق دونباسوف ورئيس إدارة الدولة الإقليمية في دونيتسك فيكتور يانوكوفيتش.
في 24 مارس 2014، تعرّض النّصب للتخريب من قبل مجهولين.